# 楊致和
楊致和（？—1650年），字達夫，湖廣黔陽人，南明政治人物，賜同進士出身。
永曆三年御試賜進士，授庶吉士、官翰林院編修。永曆四年清軍攻陷南雄，倉促逃亡之間死亡。